# مانويل بولنيس
مانويل بولنيس (بالإسبانية: Manuel Bulnes)‏ (و. 1799 – 1866 م) هو سياسي من تشيلي ولد في كونسبسيون.

## روابط خارجية
- مانويل بولنيس على موقع الموسوعة البريطانية (الإنجليزية)